# Paradies
Paradies je zřícenina šlechtického hradu z  přelomu 14. a 15. století. Nachází se v nadmořské výšce 273 m n. m. na vrchu Chotyně u Rtyně nad Bílinou. Doba jeho zániku není známá. Z hradu se dochovaly jen nepatrné zbytky zdiva a terénní nerovnosti. Od roku 1964 je chráněn jako kulturní památka.

## Historie

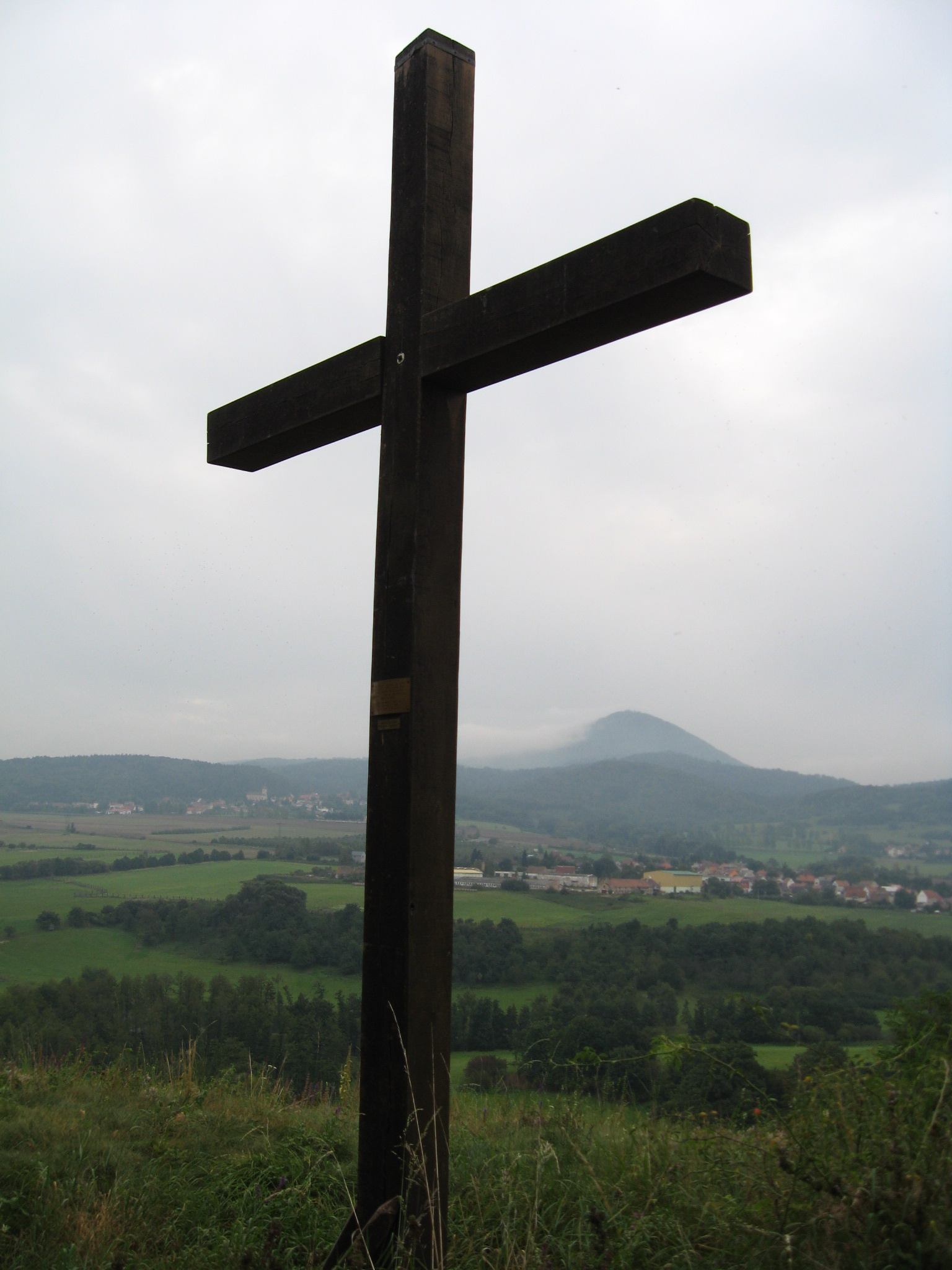
Kříž na vrcholu kopce, v pozadí vesnice Žalany a Bořislav a hora Milešovka

O hradu existuje jediná písemná zmínka z roku 1402, kterou v drážďanském archivu objevil a krátce nato i editoval Hermann Hallwich. V této listině oznamují rytíři Beneš z Hořovic, Jindřich Spiegl a Dobeš z Bran, že jim míšeňský markrabě Vilém I. povolil vystavět na vrchu Choteny hrad jménem Paradis. Jméno hradu bylo odvozeno z latinského slova paradisus, které značí ráj. Paradis se v listině uvádí jako manství hradu Rýzmburka u Oseka, který od roku 1398 Vilémovi patřil. Pro fakt, že se Paradis později v písemných pramenech již ani jednou nevyskytl, mohou existovat tři vysvětlení. Nemusel být dostavěn, mohl být zničen krátce po svém postavení už za husitských válek v souvislosti s válečnými akcemi v době bitvy u Ústí nad Labem roku 1426, případně existoval dál pod jiným názvem. August Sedláček považoval za pravděpodobné, že Paradis byl přejmenován na Stoličky, což je tvrz opuštěná v 16. století, jejíž lokalizace není známá. V každém případě byl Paradis jediným hradem, který kdy míšeňský markrabí v Čechách založil.

## Stavební podoba
Struktura hradu není zcela jasná. Hradní jádro se nepochybně rozkládalo na vrcholu kopce v místech, kde dnes stojí kříž, postavený zde v roce 2003 a vysvěcený o rok později. Zde se dochovaly jediné dva nevýrazné fragmenty zdiva, jinak z hradu nezůstaly žádné zděné nadzemní relikty. Východně i západně od jádra jsou patrné příkopy. Směrem k západu přechází hřbet v rozlehlou plošinu. Na jejím západním konci se dochoval úsek příkopu s valem. Je možné, že se jednalo o opevněné předhradí, může se však také jednat o pozůstatek pravěkého hradiště. Do tohoto prostoru ústí od severu původní přístupová cesta. Není také zřejmé, zda plošina východně od hradního jádra byla součástí obrany hradu a zda byla zastavěna. Odpovědi na tyto otázky by mohl dát pouze archeologický průzkum.

## Přístup
Z návsi ve Rtyni stoupáme po východním úbočí zalesněného kopce, který se místními nazývá výhradně Kotín. Po levé ruce je pole. Za mysliveckým posedem vstupuje do lesa cesta, která vede na vrchol kopce.